# Galeus longirostris
Galeus longirostris és una espècie de peix de la família dels esciliorrínids i de l'ordre dels carcariniformes.

## Morfologia
- Els mascles poden assolir 80,3 cm de longitud total.[5][6]

## Hàbitat
És un peix marí que viu entre 440-520 m de fondària.

## Distribució geogràfica
Es troba a les Illes Ogasawara i Izu.